# Paulinho (football, 1966)
Pour les articles homonymes, voir Paulinho (homonymie).
Paulo José Ramos Mendes, plus communément appelé Paulinho dans sa carrière de joueur, est un footballeur portugais né le 26 mai 1966 à Luanda. Il évoluait au poste de défenseur central avant de devenir entraîneur.

## Biographie

### Carrière en club
Il commence sa carrière au GD Estoril-Praia, club de deuxième division, en 1985. Il représente le club pendant quatre saisons,,,.
En 1989, il est transféré au Benfica Lisbonne. Il quitte rarement le banc et se voit cantonné à un rôle de remplaçant,,. Il inscrit tout de même avec le club lisboète, un but en championnat, et prend part à une rencontre en Coupe d'Europe des clubs champions, face au club irlandais de Derry City.
Après une saison à Benfica, il quitte le club pour le CD Nacional en 1990. Là encore, il ne représente le club que pendant une unique saison,,.
Entre 1991 et 1993, il évolue à nouveau sous les couleurs du GD Estoril-Praia,,.
Il est transféré en 1993 à l'Estrela da Amadora, club qu'il représente pendant quatre saisons,,.
De 1997 à 2001, il est joueur du SC Salgueiros,,.
Il raccroche les crampons après une dernière saison 2001-2002 sous les couleurs de son club formateur à l'Estoril-Praia,,.
Au total, il dispute 297 matchs en première division portugaise, pour onze buts inscrits.

### Carrière en équipe nationale
International portugais, il reçoit une unique sélection en équipe du Portugal. Le 12 février 1993, il joue contre les Pays-Bas en amical (victoire 2-0 à Faro).

### Carrière d'entraîneur
Il est entraîneur de divers clubs amateurs portugais après sa carrière de joueur.

## Palmarès
- Vice-champion du Portugal en 1990 avec le Benfica Lisbonne